# 波恰平齊 (切梅里夫齊區)
48°54′56″N 26°22′40″E / 48.91556°N 26.37778°E
波恰平齊（烏克蘭語：Почапинці），是烏克蘭西部的村莊，隸屬赫梅利尼茨基州的卡緬涅茨-波多利斯基區。該村始建於1493年，面積3.03平方公里，海拔高度230米，2001年人口1,212。